# Saint John Figtree
Saint John Figtree är en parish i Saint Kitts och Nevis. Den ligger i den sydöstra delen av landet, 24 km sydost om huvudstaden Basseterre. Antalet invånare är 2 009. Arean är 22,0 kvadratkilometer. Saint John Figtree ligger på ön Nevis.
Följande samhällen finns i Saint John Figtree:
- Fig Tree, Saint Kitts and Nevis (huvudort)